# 国立病院機構名古屋医療センター
独立行政法人国立病院機構名古屋医療センター（どくりつぎょうせいほうじんこくりつびょういんきこう なごやいりょうセンター）は、愛知県名古屋市中区三の丸にある医療機関。

## 概要
前身は国立名古屋病院。政策医療分野における血液・造血器疾患の高度専門医療施設（準ナショナルセンター）、がん、免疫異常の基幹医療施設、循環器病、精神疾患、成育医療、内分泌・代謝疾患、感覚器疾患、骨・運動器疾患、エイズの専門医療施設である。そのほかに、災害医療、神経・筋疾患、呼吸器疾患、腎疾患、肝疾患も手掛ける高度総合医療施設である。
東海北陸グループ事務所の所在地でもある。

## 沿革
- 1871年8月：名古屋藩の兵学校が廃止され、東京鎮台第3分営設置。（分営長乃木希典少佐）
- 1873年1月：名古屋鎮台設立。その中に衛生部が編成された。これは名古屋地区における初めての国営医療機関の誕生と見ることができる。
- 1878年：名古屋城正門前の尾張藩家老志水邸跡に、国営の名古屋鎮台（ちんだい）病院が創設された。以後衛戍（えいじゅ）病院、陸軍病院として稼働。この建物は木造漆喰壁下見張屋根瓦葺きで、現在その一部は愛知県犬山市博物館明治村に移築保存されている。
- 1937年：岐阜県益田郡下呂町の旅館を借り上げ温泉療養所開設。これが戦後、国立名古屋病院下呂分院となり、1953年に岐阜県に移譲され県立下呂病院（後に下呂温泉病院）として稼動する。
- 1944年暮れ：空襲が激しくなったため、患者全員を下呂温泉療養所に疎開させた。
- 1945年3月：東練兵場分院は名古屋大空襲で大半を焼失した。名古屋陸軍病院本院は終戦まで空襲を免れた。
- 1945年12月：陸軍省から大蔵省を通して厚生省に移管、国立名古屋病院として発足。当時、旧名古屋陸軍病院本院は占領軍によって接収されており、下呂分院において診療が始まった。初代病院長杉野耕平（1945年12月〜1946年3月）。
- 1946年2月：返還された名古屋本院および東練兵場分院の一部で診療が始まる。2代院長（心得）山本直一（1946年3月〜1947年10月）、3代院長勝沼精蔵（1947年10月〜1949年8月）、4代院長伊藤吉孝（1949年8月〜1968年3月）
- 1953年1月：東練兵場跡で病院の起工式。
- 1955年5月：外来棟完成。
- 1958年春：東西両翼の病棟ならびに中央棟完成。
- 1959年9月：伊勢湾台風による災害発生に際し、救護班8こ班派遣、多数被災患者収容。
- 1965年10月：構内に地下鉄工事完成し開通。
- 1979年6月：救命救急センター開設
- 1995年5月：愛知県エイズ治療拠点病院に指定。
- 1996年11月：愛知県地域災害医療センターに指定。
- 1997年4月：厚生省エイズ治療東海ブロック拠点病院に指定。
- 1997年4月：心臓血管センター開設。
- 1997年12月：愛知県急性心筋梗塞システム病院に指定。
- 1998年6月：臓器移植法に基づく脳死・臓器提供施設に指定。
- 1999年2月：愛知県難病医療協力病院に指定。
- 2003年8月：地域がん診療拠点病院に指定。
- 2004年4月：国立病院の独立行政法人国立病院機構移管にともない、国立病院機構名古屋医療センターに改称。

## 診療科
| - 内科 - 血液内科 - 総合診療科 - 感染症内科 - 腎臓内科 - 膠原病内科 - 糖尿病・内分泌内科 - 神経内科 - 呼吸器科 - 消化器科 - 循環器科 - アレルギー科 | - 精神科 - 小児科 - 外科 - 整形外科 - リウマチ科 - 脳神経外科 - 呼吸器外科 - 心臓血管外科 - 小児外科 - 皮膚科 - 泌尿器科 - 婦人科 | - 産科 - 眼科 - 耳鼻咽喉科 - 気管食道科 - リハビリテーション科 - 放射線科 - 歯科口腔外科 - 歯科 - 麻酔科 - 研究検査科 - 病理診断科 |

## 付属施設

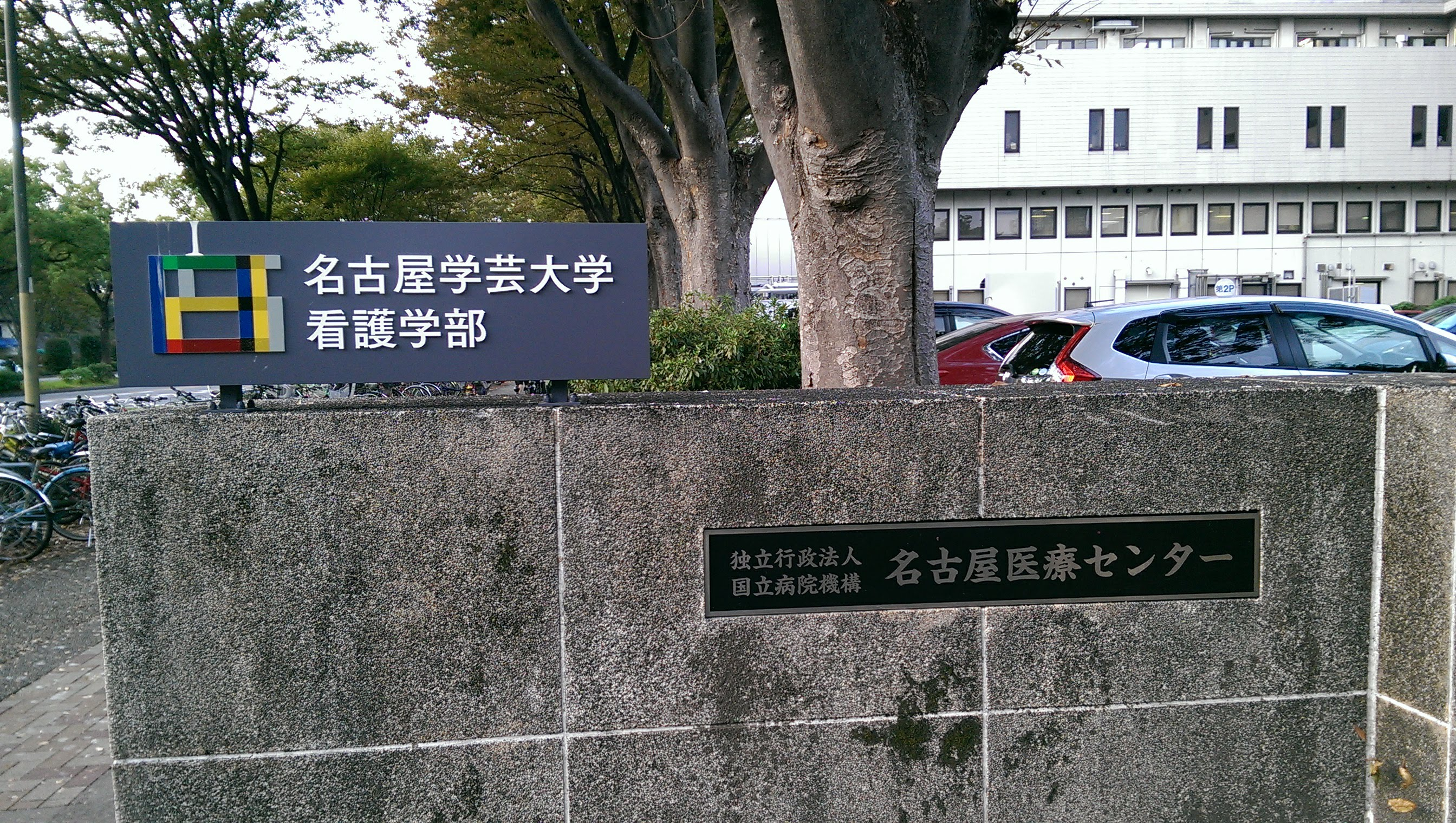
名古屋学芸大学
名城前医療キャンパス

- 名古屋医療センター附属名古屋看護助産学校(2020年3月31日 閉校)
- 名古屋学芸大学 名城前医療キャンパス(2018年 開設)

## 交通アクセス
- 名古屋市営地下鉄名城線 名古屋城駅・名古屋市営バス市役所停留所下車、徒歩で約1分。
- 名鉄瀬戸線 東大手駅下車、徒歩で約5分。
- 名古屋市役所・愛知県庁からすぐ。